# Большая мечеть Агадеса
Большая мечеть  или Великая мечеть Агадеса (араб. مسجد أغاديس‎, фр. la grande mosquée) — мечеть в городе Агадес в Нигере. Мечеть, которая была построена в XVI веке, представляет собой глинобитное здание и наиболее известна своим необычным 27-метровым минаретом. Считается достопримечательностью Нигера, с 2006 мечеть внесена в список объектов Всемирного наследия ЮНЕСКО.

## История
История Большой мечети тесно связана с историей города Агадес, который был столицей султаната Аир под властью султана Илисавана. Мечеть была построена не ранее начала XVI века так как путешественник Лев Африканский, посетивший город в конце XV века, не упомянул о ней в своих путевых заметках.
По легенде инициативу строительства мечети приписывают местному святому по имени Закария, который поселился в Агадесе в первой половине XVI века. 
В 1740 году группа туарегов Кел Авэй осадила мечеть и дворец султана. 
Немецкий исследователь Генрих Барт во время своего пребывания в Агадесе в середине XIX века впервые сделал описание здания. 
Нынешний минарет был реконструирован или перестроен либо в 1844, либо в 1847 году. Пристройки мечети до этого времени не могут быть точно датированы. Южный зал и западный зал строились с 1977 по 1978 год. Последнее расширение здания было в 1999 году с открытием нового женского зала на юге. После обретения независимости Нигером в 1960 году Великая мечеть Агадеса стала достопримечательностью, имеющей большое символическое значение.
Ливийский лидер Муамар Каддафи часто посещал Агадес, чтобы отпраздновать в Большой мечети Маулид, суфийское поминовение дня рождения пророка Мухаммеда.

## Описание

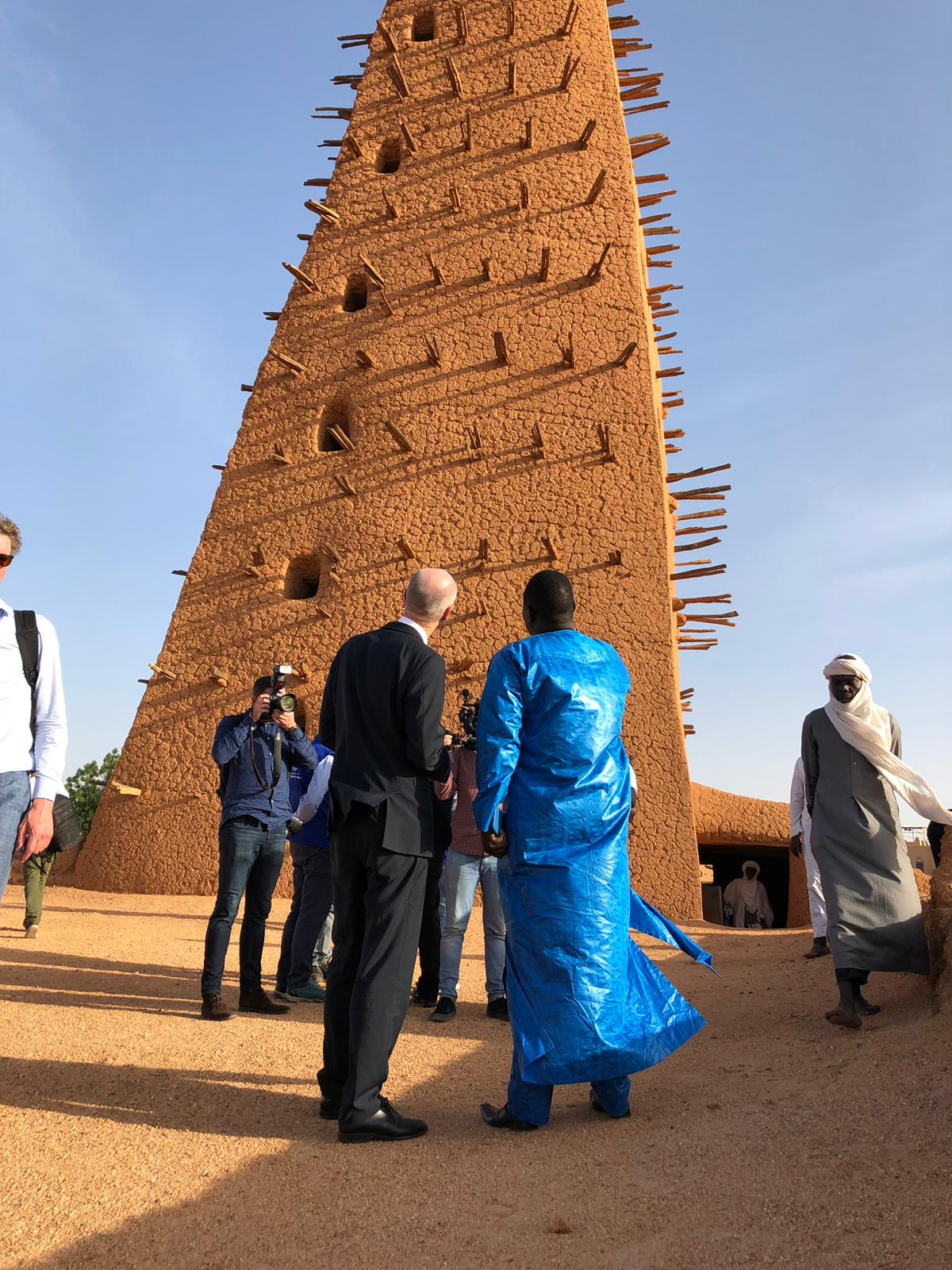
Минарет великой мечети

Великая мечеть Агадеса расположена в районе Катанга на западе исторического центра Агадеса. К северу от мечети, разделенной узкой аллеей, находится Дворец султана.
Площадь мечети, окруженной стеной которая опоясывает мечеть по всему периметру, составляет примерно 80 метров в длину и 70 метров в ширину и составляет около 1500 квадратных метров. Комплекс мечети состоит из здания молитвенной комнаты с несколькими залами, центрального минарета и прилегающего к нему внутреннего двора, а также окружающих открытых дворов огражденными стенами. Главный вход находится в юго-западном углу помещения. У султана есть собственные ворота на севере, окруженные колоннами. В западном дворе находятся руины башни и кладбище родственников султанов, в восточном дворе расположено детское кладбище.
Преобладающим строительным материалом Великой мечети являются округлые глиняные кирпичи, которые были изготовлены из глины, навоза, травы и соломы. Между собой они соединены глиняным раствором. Толщина стен колеблется от трех до пяти сырцовых кирпичей. Дерево использовалось для оконных и дверных перемычек, опорных блоков и стропил, а также выступающих брусьев минарета. Фундаментные стены мечети каменные, как и основа минарета. Штукатурка состоит из смеси глины, соломы и различных отходов, в основном керамической крошки. Плоские крыши оштукатурены слоем глины толщиной около десяти сантиметров. 